# Ertuğrul-Gazi-Moschee

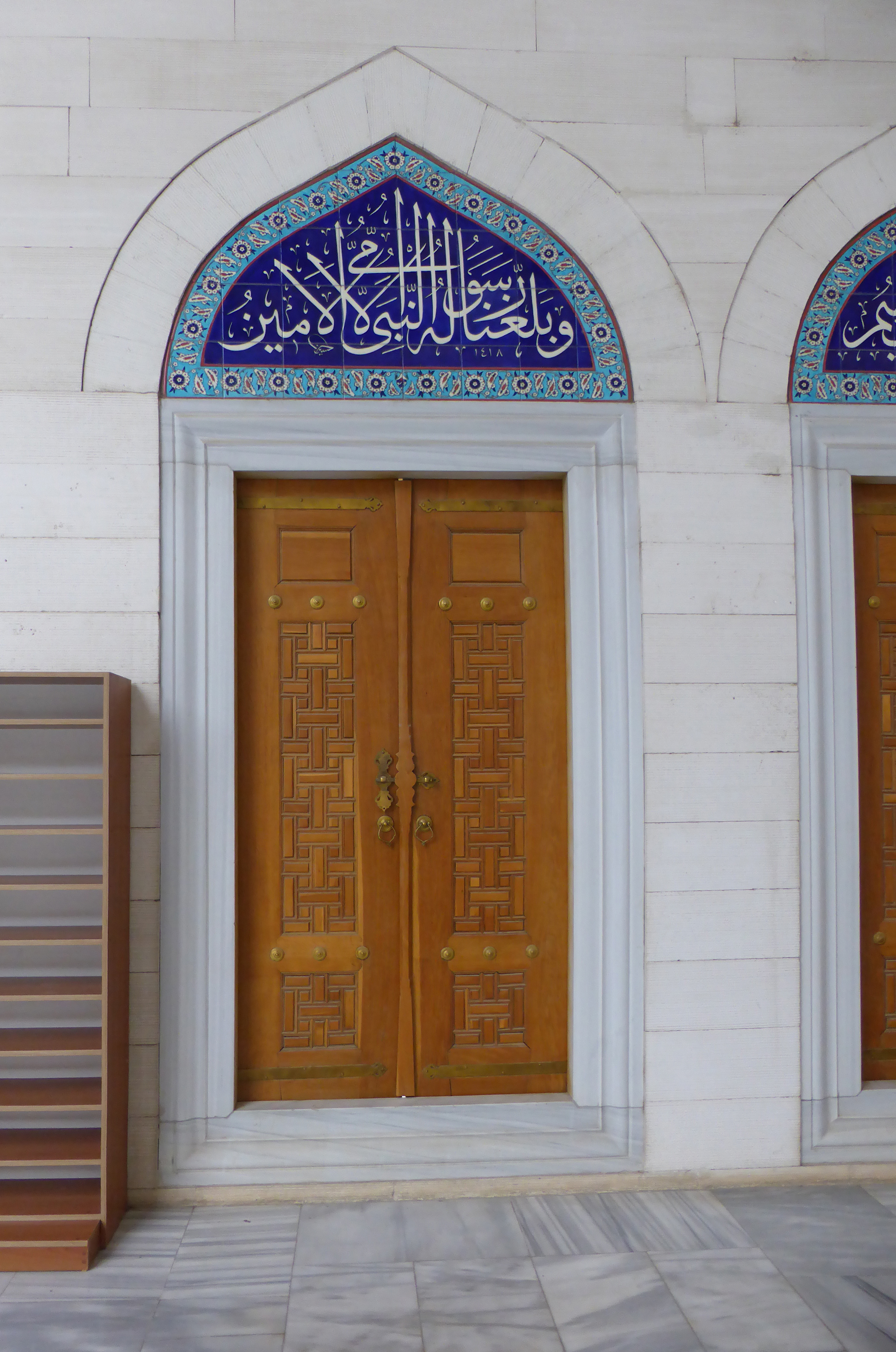
Ertuğrul-Gazi-Moschee

Die Ertuğrul-Gazi-Moschee, auch als Asadi-Moschee bekannt (turkmenisch Ärtogrul Gazy metjidi; russisch Мечеть Эртугрул Гази Metschet Ertugrul Gasi), ist eine Moschee im Zentrum der turkmenischen Hauptstadt Aschgabat.
Sie ist die größte Moschee der Stadt und ist nach dem Anführer des seldschukischen Reiches Ertuğrul Gazi benannt, dem Vater von Osman I., der das Osmanische Reich begründete. Der Bau der Ertuğrul-Gazi-Moschee begann in den 1990er Jahren, als Turkmenistan von der Sowjetunion unabhängig wurde. 1998 wurden die Arbeiten fertiggestellt.
Die Moschee verfügt über vier Minarette.
Koordinaten: 37° 55′ 58,6″ N, 58° 23′ 56,5″ O